# Dear Friend (水木一郎と堀江美都子のアルバム)
『Dear Friend』（ディア フレンド）は、水木一郎と堀江美都子のデュエット曲を収録したコンピレーション・アルバム。1993年と2007年の2回にわたり、日本コロムビア（2007年盤発売時はコロムビアミュージックエンタテインメント）よりCDとして発売された。
本項では、両アルバムについて述べる。

## 解説
アニメ・特撮ソング界において、帝王と呼ばれる水木一郎と、女王と呼ばれる堀江美都子には、合わせて2000曲以上の持ち歌があり、2人のデュエットによるものも多い。
『Dear Friend』（1993年盤）には、その時点までに発表されていた日本コロムビア音源の14曲に、新曲2曲（「Dear Friend」と「君が創る詩」）が加えられ、さらに「Dear Friend」の別バージョンと「君が創る詩」のオリジナル・カラオケも併録された。
その後、『ふたりのアニソン』と題したジョイント・コンサートが定期的に開催されるようになり、2012年10月27日に第10回を迎える予定である。
2007年には、1993年盤発売以降に発表された新デュエット曲（他社音源含む）を加え、全24トラックとなる『水木一郎・堀江美都子/Dear Friend 2007 〜ふたりのアニソン〜』が発売された。
なお、『スーパーロボット大戦シリーズ』のイメージソング「行こうよ洸」は、本シリーズには未収録となっている。

## 1993年盤
- タイトル：『Dear Friend』
- 発売日：1993年4月21日
- 型番：COCC-10599

### 1993年盤の収録曲
1. Dear Friend - 新曲
2. CROSS FIGHT! - 『破邪大星ダンガイオー』OP
3. きょうもたたかうストロンガー - 『仮面ライダーストロンガー』ED2
4. 戦え!七人ライダー - 『仮面ライダーストロンガー』挿入歌
5. カブトローブギ - 『仮面ライダーストロンガー』挿入歌
6. ストロンガーかぞえうた - 『仮面ライダーストロンガー』挿入歌
7. ストロンガーアクション - 『仮面ライダーストロンガー』ED3
8. たたかえ! ガ・キーン - 『マグネロボ ガ・キーン』OP
9. 猛と舞のうた - 『マグネロボ ガ・キーン』ED
10. 斗え忍者キャプター - 『忍者キャプター』OP
11. それ行け忍術 - 『忍者キャプター』挿入歌
12. キャプター小唄 - 『忍者キャプター』挿入歌
13. 進めキャプターマシン - 『忍者キャプター』挿入歌
14. 大空のキャプター - 『忍者キャプター』ED
15. WELCOME SUPER GOLFWORLD - 『プロゴルファー猿 スーパーGOLFワールドへの挑戦!!』主題歌
16. 君が創る詩 - 新曲
17. Dear Friend (Ending Version)
18. 君が創る詩 (オリジナル・カラオケ)

## 2007年盤
- タイトル：『水木一郎・堀江美都子/Dear Friend 2007 〜ふたりのアニソン〜』
- 発売日：2007年12月26日
- 型番：COCX-34641

### 2007年盤の収録曲
1. Dear Friend
2. CROSS FIGHT!
3. きょうもたたかうストロンガー
4. 戦え!七人ライダー
5. カブトローブギ
6. ストロンガーかぞえうた
7. ストロンガーアクション
8. たたかえ! ガ・キーン
9. 猛と舞のうた
10. 斗え忍者キャプター
11. それ行け忍術
12. キャプター小唄
13. 進めキャプターマシン
14. 大空のキャプター
15. WELCOME SUPER GOLFWORLD
16. 君が創る詩
17. Dear Friend (Ending Version)
18. 君が創る詩 (オリジナル・カラオケ)
19. 輝け!!スーパーヒーロー[6] - 『スーパーヒーロー作戦』OP1
20. 我ら ザ・ドラえもんズ - 『ザ☆ドラえもんズ おかしなお菓子なオカシナナ?』主題歌
21. 燃えろ!スーパー戦隊魂!! - 『百獣戦隊ガオレンジャーVSスーパー戦隊』主題歌
22. 塹壕の棺 - 『神魂合体ゴーダンナー!!』ED
23. ENGAGE!!!ゴーダンナー - 『神魂合体ゴーダンナー!! SECOND SEASON』OP
24. 愛のマトバロボ ラ・キーン - 『祝!(ハピ☆ラキ)ビックリマン』挿入歌

## デュエット以外のコラボレーション
水木と堀江は、デュエット以外でも、同じ番組のオープニングテーマ（OP）とエンディングテーマ（ED）を歌い分け、主題歌シングルに名を連ねることがある。
水木OP、堀江ED
- 原始少年リュウ
- ウリクペン救助隊
- 超人戦隊バラタック
- 円卓の騎士物語 燃えろアーサー

堀江OP、水木ED
- 超電磁マシーン ボルテスV
- 野球狂の詩[7]

その他、挿入歌も含めると、2人が名を連ねている作品には『グレートマジンガー』『鋼鉄ジーグ』『ゲッターロボ』『ラ・セーヌの星』『アローエンブレム グランプリの鷹』『科学忍者隊ガッチャマンII』『ゲッターロボ號』などがある。
また、『ドカベン』ではコロムビア・オールスターズ名義で、水木一郎、ささきいさお、堀江美都子、大杉久美子、かおりくみこ、こおろぎ'73が共に歌唱している（リードボーカルは水木とささき）。